# Municipio Caiza „D“
Das Municipio Caiza „D“ (Quechua Qaysa "D" munisipyu) ist ein Verwaltungsbezirk im Departamento Potosí im südamerikanischen Anden-Staat Bolivien.

## Lage im Nahraum
Das Municipio Caiza „D“ ist eines von drei Municipios in der Provinz José María Linares. Es grenzt im Norden an die Provinz Tomás Frías, im Westen an die Provinz Antonio Quijarro, im Süden an die Provinz Nor Chichas und im Osten an das Municipio Puna. Es erstreckt sich über etwa 55 Kilometer in nord-südlicher und über 45 Kilometer in ost-westlicher Richtung.
Der zentrale Ort des Municipios ist die Ortschaft Caiza „D“ mit 1324 Einwohnern (Volkszählung 2012) im Zentrum des Municipios, die einzige Stadt im Municipio ist Tres Cruces mit 2468 Einwohnern.

## Geographie
Das Municipio Caiza „D“ liegt am Südostrand der kargen Hochebene des bolivianischen Altiplano. Das Klima ist wegen der Binnenlage kühl und trocken und durch ein typisches Tageszeitenklima gekennzeichnet, bei dem die Temperaturschwankungen zwischen Tag und Nacht in der Regel deutlich größer sind als die jahreszeitlichen Schwankungen.
Die Jahresdurchschnittstemperatur liegt bei 13 °C (siehe Klimadiagramm Vitichi) und schwankt nur unwesentlich zwischen 10 °C im Juni/Juli und gut 15 °C von November bis März. Der Jahresniederschlag beträgt nur etwa 400 mm, mit einer stark ausgeprägten Trockenzeit von April bis Oktober mit Monatsniederschlägen unter 20 mm, und einer Feuchtezeit von Dezember bis Februar mit etwa 80 mm Monatsniederschlag.

## Bevölkerung
Die Einwohnerzahl ist zwischen 1992 und 2024 um etwa ein Drittel angestiegen:
| Jahr | Einwohner | Quelle       |
| ---- | --------- | ------------ |
| 1992 | 9.875     | Volkszählung |
| 2001 | 9.637     | Volkszählung |
| 2012 | 12.067    | Volkszählung |
| 2024 | 12.891    | Volkszählung |

Die Bevölkerungsdichte des Municipios bei der letzten Volkszählung von 2012 betrug 9,96 Einwohner/km², der Anteil der städtischen Bevölkerung ist 22 Prozent. Der Anteil der unter 15-Jährigen an der Bevölkerung beträgt 43,3 Prozent, die Lebenserwartung der Neugeborenen liegt bei 63 Jahren. (2001)
Der Alphabetisierungsgrad bei den über 19-Jährigen beträgt 73 Prozent, und zwar 91 Prozent bei Männern und 58 Prozent bei Frauen. (2001)
Wichtigste Sprache mit einem Anteil von 97 Prozent ist Quechua, 72 Prozent der Bevölkerung sprechen Spanisch. 83 Prozent der Bevölkerung sind katholisch, 14 Prozent sind evangelisch. (2001)
81 Prozent der Bevölkerung haben keinen Zugang zu Elektrizität, 90 Prozent leben ohne sanitäre Einrichtung. (2001)

## Politik
Ergebnis der Regionalwahlen (concejales del municipio) vom 4. April 2010:
| Wahlberechtigte |  | Stimmen | gültig |  | MAS-IPSP | MSM    | AINI   | A.C.U. |
| --------------- |  | ------- | ------ |  | -------- | ------ | ------ | ------ |
| 4.406           |  | 3.619   | 2.637  |  | 1.483    | 651    | 454    | 49     |
|                 |  | 82,1 %  | 72,9 % |  | 56,2 %   | 24,7 % | 17,2 % | 1,9 %  |

Ergebnis der Regionalwahlen (elecciones de autoridades políticas) vom 7. März 2021:
| Wahl- berechtigte |  | Wahl- beteiligung | gültige Stimmen |  | MAS-IPSP | AS      | PAN-BOL | M.O.P. |
| ----------------- |  | ----------------- | --------------- |  | -------- | ------- | ------- | ------ |
| 5,376             |  | 4.524             | 3.629           |  | 1.991    | 591     | 527     | 166    |
|                   |  | 82,14 %           | 80,22 %         |  | 54,86 %  | 16,29 % | 14,52 % | 4,57 % |

## Gliederung
Das Municipio untergliedert sich in die folgenden fünf Kantone (cantones):
- 05-1102-01 Kanton Jatun Mayu – 23 Ortschaften – 1.739 Einwohner (Volkszählung 2012)
- 05-1102-02 Kanton Cucho Ingenio – 4 Ortschaften – 638 Einwohner
- 05-1102-03 Kanton Caiza „D“ – 22 Ortschaften – 6.267 Einwohner
- 05-1102-04 Kanton Tuctapari – 6 Ortschaften – 830 Einwohner
- 05-1102-05 Kanton Pancoche – 25 Ortschaften – 2.593 Einwohner

## Ortschaften im Municipio Caiza „D“
- Kanton Cucho Ingenio
  - Cuchu Ingenio 410 Einw.

- Kanton Caiza „D“
  - Tres Cruces 2648 Einw. – Caiza „D“ 1324 Einw. – La Lava 592 Einw. – Chajnacaya 97 Einw.

- Kanton Tuctapari
  - Tuctapari 332 Einw.

- Kanton Pancoche
  - Pancochi 364 Einw. – Kestuchi 107 Einw.